# Eriogonum zionis
Eriogonum zionis är en slideväxtart som beskrevs av Howell. Eriogonum zionis ingår i släktet Eriogonum och familjen slideväxter. Utöver nominatformen finns också underarten E. z. coccineum.